# Alick Grant
Alick Grant (11 tháng 8 năm 1916 – 2008) là một cầu thủ bóng đá người Anh thi đấu ở Football League cho Aldershot, Leicester City, Derby County, Newport County và York City.